# Leeuw en Vecht
Leeuw en Vecht (ook wel Leeuwenvegt of Leeuwenvecht) is een buitenplaats langs de rivier de Vecht in het Nederlandse dorp Maarssen.
Vanaf 1729 was Leeuw en Vecht in bezit van De Mesa, met rond 1800 als eigenaar Backer. Het huidige hoofdgebouw is omstreeks 1860 gebouwd nadat een brand het oorspronkelijke gebouw had verwoest. Het is een eclectisch vormgegeven gepleisterd bouwwerk van geringe hoogte met een verhoogde middenpartij.
Om het hoofdgebouw ligt een tuin. Daarin bevindt zich een koetshuis dat ook uit de tijd van de herbouw dateert. De theekoepel stamt uit het eind van de 18e eeuw en draagt de naam Nieuwe Vecht.